# Moonton

Logo Moonton

Shanghai Moonton Technology Co. Ltd. (en chino, 上海沐瞳科技有限公司; pinyin, Shànghǎi mù tóng kējì yǒuxiàn gōngsī), conocido como Moonton, es un desarrollador de videojuegos internacional y distribuidor de la subsidiaria "Nuverse" de ByteDance ubicada en Shanghái, China. Es conocido en gran parte por el juego multijugador en línea (MOBA) Mobile Legends: Bang Bang lanzado en julio de 2016.

## Historia
Moonton fue fundado en 2015. La compañía era inicialmente llamada YoungJoy Technology Limited.
El primer videojuego de Moonton, del género defensa de torre (TD) Magic Rush: Heroes, fue lanzado el 6 de abril de 2015.
Mobile Legends comenzó su desarrollo al completarse Magic Rush: Heroes. Mobile Legends fue lanzado como Mobile Legends: 5v5 MOBA en 2016, y se convirtió en un juego popular en el sureste de Asia, notablemente en Indonesia y Malasia, donde fue el juego de celular gratuito más descargado por usuarios de iPhone en 2017. El juego es distribuido por Elex Tech en los Estados Unidos.
Riot Games sospechó que Mobile Legends: 5v5 MOBA infringía la propiedad intelectual de League of Legends, así que solicitó a Google que el juego fuese retirado de Google Play y a Apple que lo retirara de la App Store (iOS). Moonton retiró el juego antes de que Google pudiera actuar y finalmente lo relanzó el 9 de noviembre de 2016 bajo el nombre de Mobile Legends: Bang Bang. En julio de 2017, Riot Games presentó una demanda en contra de Moonton por derecho de copyright, citando semejanzas entre Magic Rush: Heroes y Mobile Legends con League Of Legends. El caso fue rechazado por el Tribunal de Distrito Central de California en los Estados Unidos por inconveniencia de sedes.
Tencent, empresa aliada de Riot Games, continuó el pleito legal con una demanda separada en la "Corte de Representación para Personas No.1 de Shanghai" en contra del CEO de Moonton Watson Xu Zhenhua - anteriormente un empleado de alto puesto de Tencent- por violar el acuerdo de No-Competencia. Tencent ganó la demanda en julio de 2018 y fue recompensado con $2.9 millones de dólares.
El 22 de marzo de 2021, ByteDance, a través de su filial de videojuegos "Nuverse", adquirió Moonton por $4 mil millones de dólares. Se reportó que ByteDance ganó sobre una oferta de parte de Tencent.

## Lista de productos

### Videojuegos
| Año  | Título                    | Género(s)                           | Plataforma(s) |
| ---- | ------------------------- | ----------------------------------- | ------------- |
| 2015 | Magic Rush: Heroes        | Defensa de torre                    | Android, iOS  |
| 2016 | Mobile Legends: 5v5 MOBA  | MOBA                                | Android, iOS  |
| 2016 | Mobile Legends: Bang Bang | MOBA                                | Android, iOS  |
| 2019 | Mobile Legends: Adventure | Videojuego de rol estratégico       | Android, iOS  |
| 2020 | Mobile Legends: Pocket    | N/A (Aplicación de Simulador Móvil) | Android, iOS  |
| 2020 | Sweet Crossing: Snake.io  | Snake                               | Android, iOS  |

### Serie televisiva
| Título                                   | Años          | Red                                                                                           |
| ---------------------------------------- | ------------- | --------------------------------------------------------------------------------------------- |
| Leyendas del Amanecer: La Piedra Sagrada | 2021–presente | WeTV e Iflix (Internacional) TV9 (Malasia) NET. (Indonesia) Canal Kapamilya y A2Z (Filipinas) |